# Cattedrale di Pontoise
La cattedrale di San Maclovio (in francese: Cathédrale Saint-Maclou de Pontoise) è il principale luogo di culto cattolico di Pontoise, nel dipartimento della Val-d'Oise. La chiesa, sede del vescovo di Pontoise, è monumento storico di Francia dal 1840.
Vi è conservata quella che, secondo la tradizione, potrebbe essere la tunica indossata da Gesù prima della crocifissione, che è stata esposta eccezionalmente in occasione del Giubileo straordinario della misericordia (novembre 2015 - novembre 2016). La precedente esposizione pubblica risale al 1986, quando furono 80.000 i pellegrini giunti a vederla.